# Proyecto Fénix (videojuego)
Proyecto Fénix es un videojuego en desarrollo, perteneciente a los géneros de Juego de guerra de hombre a hombre, y Estrategia en tiempo real, que está siendo desarrollado por Creative Intelligence Arts. El juego también presenta influencias japonesas, en cuanto al diseño de juegos de rol, y ha sido descrito como el primer proyecto para un videojuego Kickstarter en Japón.
El equipo de desarrollo, se autodenominan a sí mismos como "talento de desarrollo AAA", incluye en su personal de trabajo a figuras como el excompositor de la serie Final Fantasy Nobuo Uematsu. El violinista Hiroaki Yura, quien se desempeña como director y productor del juego. El proyecto fénix esperaba reunir $100,000 a través de una campaña de Kickstarter iniciada en septiembre de 2013, y que finalmente logró recaudar más de diez veces esa cantidad. La fecha estimada de lanzamiento del juego es en 2018, aunque todavía no está confirmada oficialmente.